# Ahmići
Ahmići (serbisch-kyrillisch Ахмићи) ist ein Dorf in Bosnien und Herzegowina. Es liegt nahe der Hauptstraße von Sarajevo nach Travnik in der Gemeinde Vitez. Das Dorf wurde am 16. April 1993 zum Schauplatz des Krieges zwischen Kroaten und Bosniaken, als sich das Massaker von Ahmići ereignete, welches von kroatischen Truppen an bosniakischen Zivilisten verübt wurde.